# تحليل رباعي

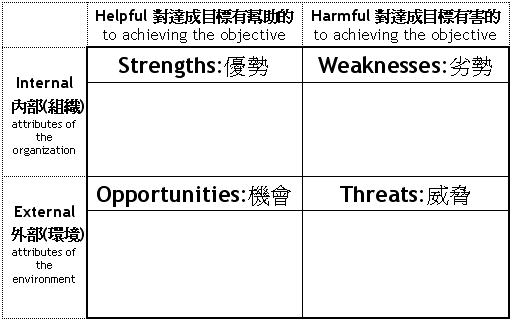
التحليل الرباعي باللغة الصينية

نموذج التحليل الرباعي

التحليل الرباعي (بالإنجليزية: SWOT analysis)‏ هي خطة تحليل استراتيجي في عدة مجالات كإدارة الأعمال والتسويق والتنمية البشرية وغيرها. وينقسم هذا التحليل كما كتبت حروفه الأربعة بالإنجليزية S-W-O-T إلى أربعة أقسام ويمكن تعريفها كما يلي:
- القوة: عناصر القوة في المشروع وتتميزه عن غيره من المشاريع وهي ترجمة لكلمة Strengths.
- الضعف: نقاط الضعف في المشروع وهي ترجمة لكلمة Weaknesses.
- الفرص: وهي التي يمكن أن تأتي من خارج المشروع وقد تؤدي على سبيل المثال إلى زيادة المبيعات وأيضاً يمكن أن تؤدي لزيادة الأرباح، وهي ترجمة لكلمة Opportunities.
- التهديدات: وهي التي يمكن أن تأتي من خارج المشروع وتسبب اضطرابات للمشروع وهي ترجمة لكلمة Threats.

## نبذة
ظهر التحليل الرباعي نتيجة للبحث الذي تم بمعهد ستانفورد من عام 1960م إلى عام 1970م وقام به البرت همفرى وآخرون بالمعهد، وكان الغرض من إجراء هذا البحث هو معرفة أسباب فشل التخطيط المشترك، corporate planning وما نتج عنه من مشاكل اقتصادية وكيفية تلافيه.
- يُستعمل هذا الأسلوب في التحليل في مجالات أخرى منها التخطيط العمراني، وهو أداة تستعمل في التخطيط الاستراتيجي لتقييم نقاط القوة ونقاط الضعف والفرص والتهديدات.
- نقاط القوة والضعف من الخصائص الداخلية للمشروع.
- الفرص والتهديدات فهي تترتب على الظروف الخارجية للمشروع.

## الاستفادة من التحليل الرباعي
يُنْظَر إلى القوة والفرص ثم تتم عملية دمجهما معاً ومثالاً على ذلك: شركة A تمتاز بجودة عالية جداً في منتجها «قوة». ولذلك لابد من أن تزيد مبيعاتها في الشرق الأوسط «الفرصة». ولذلك أنشأت فرعاً لها في منطقة جبل علي في إمارة دبي لتزيد مبيعاتها. تسمى هذه العملية «الدمج».
أما بالنسبة للضعف وهو جزء من عملية "SWOT" فلابد من تحويله إلى قوة ومثال ذلك: شركة B على الرغم من جودة منتجاتها العالية إلا أن أسعارها مرتفعة جداً مقارنة بمنافسيها «ضعف», فقامت الشركة بإيجاد برنامج التمويل الكامل لأي شخص يريد الشراء منها بدلاً من البنوك «قوة» وبذلك عملت على زيادة مبيعاتها. تسمى هذه العملية «تحويل» أي أنً الشركات تحول نقاط الضعف إلى قوة.

## نموذج التحليل الرباعي
هو أحد نماذج التخطيط الواسعة التطبيق ويستخدم بصورة كبيرة في التخطيط التشغيلي لكنه غير جيد في التخطيط الاستراتيجي. غالباًَ ما تكون الخطة التشغيلية لمدة سنة أما الخطة الاستراتيجية فتختلف تبعاً لعدد أفراد أو إمكانيات المنظمة.

## خطوات النموذج
- الخطوة الأولى [تحليل SWOT]:
تهتم هذه الخطوة بتحليل عناصر المنظمة بصورة فعالة، فالخطوة الأولى فيها هي تحليل نقاط القوة Strengths: وهي المميزات التي تتميز بها المنظمة فعلاً وهي موجودة حالياً. مثال القيادة المبدعة ورأس المال المتوافر.
والخطوة الثانية فيها هي تحليل نقاط الضعف Weaknesses: وهي المساوئ الموجودة فعلياً في المنظمة في الوقت الحالي، مثال عدم وجود خطة إستراتيجية أو ضعف الموقف القانوني للمنظمة.
والخطوة الثالثة هي تحليل الفرص المحتملة Opportunities: وهي الإيجابيات غير الموجودة حالياً في المنظمة لكن يمكن الحصول عليها واستغلالها خلال فترة الخطة المقترحة.
والخطوة الرابعة هي تحليل المخاطر المحتملة Threats: وهي الأشياء السلبية غير الموجودة ولكنها تهدد المنظمة خلال فترة الخطة.
- خطأ شائع: يعتقد أن نقاط القوة ونقاط الضعف هي عوامل داخلية، وأن الفرص والمخاطر هي عوامل خارجية عن بيئة المنظمة. ولكن الصواب ما وُضِّحَ بالأعلى وهو أصل النظرية.
- ملحوظة: لا يفضل الزيادة عن عشر نقاط قوة وعشر نقاط ضعف وثلاثة احتمالات وثلاثة مخاطر، ولا يفضل النقص عن ثلاث نقاط قوة وثلاث نقاط ضعف وفرصة واحدة وخطر واحد.

الخطوة الثانية [تحديد الأهداف]: من الخطوة السابقة تستطيع بكل بساطة صياغة الأهداف من خلال خطوات بسيطة: وهي المحافظة على كل نقطة قوة وتنميتها هدف
وعلاج كل نقطة ضعف هدف
واستغلال كل فرصة هدف
وتجنب كل خطر هدف.
- مواصفات الهدف الجيد:

تكتب الأهداف بطريقة SMART
SPECIFIC محدد وذلك بأن تحدد المستهدف بدقة كمية وعدداً ومستهدفين فبدلاً من أن يكون هدفنا تحسين قدرات الموظفين
بل أن يكون تنمية مهاراتهم في الاتصال مثلاً
MEASURABLE قابل للقياس وعلى المثال السابق نقول تدريب 100 عامل على 4 دورات في فن الاتصال
AGREED متفق عليه بين فريق التخطيط وبين المنفذين فلو كان الهدف مستحيلاً كان من العبث أن نقره كفريق تخطيط رغماً عن المنفذين لأننا بذلك نحكم عليهم بالفشل ولو كان الهدف سهلاً جداً لكان من العبث أيضاً إقراره بل نتفق على هدف صعب لكنه غير مستحيل
REALISTIC واقعى حقيقي وليس هدفاً خيالياً فمثلاً لا نقول أننا سندرب كل عمال المصنع في شهر واحد على ألف دورة تدريبية أو أننا سنضاعف الإنتاج مليون ضعف خلال سنة.
TIMED محدد بوقت وذلك بتحديد الفترة التي سننجز الهدف فيها.
- يفضل كتابة كل هدف في صفحة مستقلة
- لا تنسى الدمج بين أهداف الخطة الاستراتيجية وأهداف الخطة التشغيلية

- الخطوة الثالثة [تحديد الوسائل لكل هدف]: في كل صفحة هدف نكتب الوسائل التي ستعيننا على تحقيق ذلك الهدف وهنا لاحظ:
أن الوسائل يجب أن تصاغ بطريقة SMART أيضاً أن هناك عدة طرق لإيجاد الوسائل وهي: - البحث في الوسائل القديمة الناجحة - البحث في وسائل المنافسين مع التطوير - السفر لرؤية التجارب الجديدة في هذا المجال
- الابداع والاتيان بعمل جديد.
- الخطوة الرابعة [جدول أعمال]:
وذلك يشمل الهدف ووسائله والمنفذ والتكلفة المطلوبة.
- الخطوة الخامسة [الجدول الزمنى]:
وذلك بترتيب الأهداف تبعاً لترتيب زمنى وعمل ورقة لكل شهر تتضمن الأهداف المطلوب إنجازها خلال ذلك الشهر
- هذه الورقة تكون نسخة منها مع الفريق ونسخة أخرى مع القيادة.

- الخطوة السادسة [جدول خاص]:
وذلك بجمع الأهداف المطلوبة من كل شخص أو قسم في ورقة واحدة على مدار السنة، وتكون منها نسخة مع القائد ونسخة أخرى مع الشخص أو مع إدارة القسم.

## مكونات التحليل الرباعي

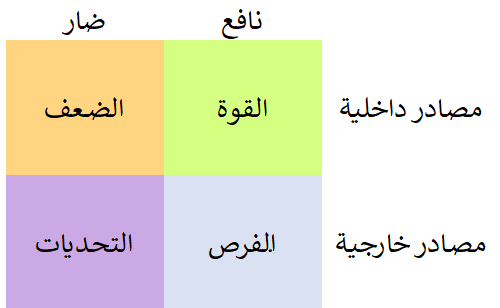
نموذج التحليل الرباعي

- نقاط القوة: توفر الموارد التي يمكن استغلالها في المشروع كالموارد البشرية أو الطبيعية.
- نقاط الضعف: غياب بعض نقاط القوة مثل قلة الموارد البشرية أو الطبيعية.
- الفرص: إمكانيات خارجية تعمل على تحقيق مكاسب للمشروع مثل ظهر تقنيات حديثة أو تخفيف من القيود القانونية أو وجود نوع جديد من المستهلكين في حاجه للمنتج.
- التهديدات: ضعف في إمكانيات خارجية للمشروع مثل التغير في متطلبات السوق وذوق العملاء أو ظهور قيود قانونية جديدة.

## استخدامات التحليل الرباعي
- يُسْتَخْدَم swot في تقييم العوامل الداخلية والأوضاع الخارجية التي يواجهها المشروع لذك يتم عمل تحليل swot في المراحل الأولى من المشروع.
- يساعد على اتخاذ القرار على أساس منطقي دون الاعتماد على مجرد الحدس.

## مكونات لوحة التحليل الرباعي SWOT Analysis
تتكون من أربعة أقسام (نقاط القوة – الضعف- الفرص- التهديدات) تحتوى على نماذج من الأسئلة العامة التي تساعد الإجابة عليها في الوصول إلى صورة واقعية ودقيقة للموقف.
ملحوظة: مؤخراً تم استبدال التهديدات Threats واعادة تسميتها لتصبح التحديات Challenges، لذلك إذا رأيت كلمة SWOC بدلاً من SWOT فلا ترتبك فهما نفس الشئ.

## شروط نجاح التحليل الرباعي
- الواقعية في تحليل الوضع الراهن للتنبؤ بالوضع المستقبلي.
- الواقعية في تحديد نقاط القوة ونقاط الضعف.
- بساطة التحليل والبعد عن التعقيد.